# Sepulcro-Hilario
Sepulcro-Hilario é um município da Espanha na província de Salamanca, comunidade autónoma de Castela e Leão, de área 39,95 km² com população de 222 habitantes (2007) e densidade populacional de 6,32 hab/km².

## Demografia
| Variação demográfica do município entre 1991 e 2004 | Variação demográfica do município entre 1991 e 2004 | Variação demográfica do município entre 1991 e 2004 | Variação demográfica do município entre 1991 e 2004 |
| --------------------------------------------------- | --------------------------------------------------- | --------------------------------------------------- | --------------------------------------------------- |
| 1991                                                | 1996                                                | 2001                                                | 2004                                                |
| 339                                                 | 333                                                 | 264                                                 | 253                                                 |